# بازی اشیاء پنهان

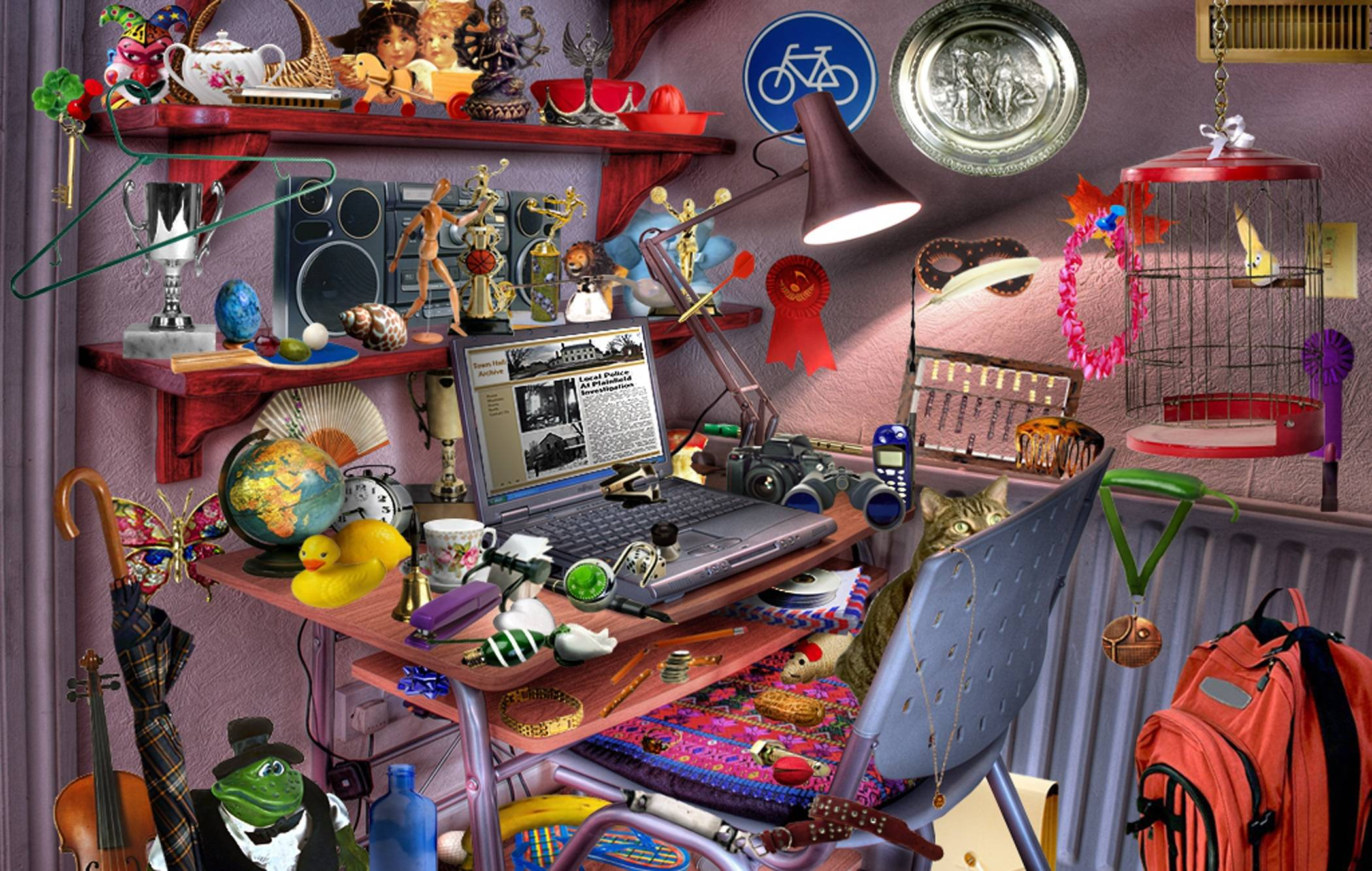
مدلی بازی اشیاء پنهان؛ امکان دارد به بازیکن دستور داده شود که یک جفت دوربین دوچشمی، شیر و روبان بنفش پیدا کند.

یک بازی اشیاء پنهان (به انگلیسی: hidden object game) که به آن تصویر پنهان یا ماجراجویی پازل اشیاء پنهان نیز گفته می‌شود، زیر شاخه‌ای از بازی‌های ویدئویی معمایی می‌باشد که در آن بازیکن باید طبق فهرست یک سری چیزها که در صحنهٔ بازی پنهان شده‌اند را پیدا نماید. بازی‌های اشیاء پنهان نوعی ترند محبوب برگرفته از بازی‌های کژوال هستند.
معمولاً بارگیری این نوع بازی‌ها در قالب نسخه‌های آزمایشی دارای محدودیت زمانی در دسترس هستند و در این حال بسیاری از آن‌ها در فروشگاه‌های اپلیکیشن رایگان می‌باشند. از سبک‌های معروف و محبوب این نوع بازی‌ها می‌توان به داستان‌های کارآگاهی و جنایی، ماجراجویی، گوتیک عاشقانه و اسرارآمیز اشاره نمود.